# Bourassa (circonscription provinciale)
Pour les articles homonymes, voir Bourassa.
Bourassa est une ancienne circonscription électorale provinciale du Québec.  Elle a existé de 1966 à 2003.
La circonscription est nommée en l'honneur d'Henri Bourassa (1868-1952). 

## Historique
En 2001, la circonscription de Bourassa-Sauvé est créé à partir des circonscriptions de Bourassa et de Sauvé.

## Limites
La circonscription comprend une partie de la municipalité de Montréal.

## Liste des députés
| Législature                   | Années    | Député                 | Député                 | Parti           |
| ----------------------------- | --------- | ---------------------- | ---------------------- | --------------- |
| Bourassa Créée depuis Bourget |           |                        |                        |                 |
| 28e                           | 1966–1970 |                        | Georges-Émery Tremblay | Libéral         |
| 29e                           | 1970–1973 |                        | Georges-Émery Tremblay | Libéral         |
| 30e                           | 1973–1976 | Lise Bacon             |                        | Libéral         |
| 31e                           | 1976–1981 |                        | Patrice Laplante       | Parti québécois |
| 32e                           | 1981–1985 |                        | Patrice Laplante       | Parti québécois |
| 33e                           | 1985–1989 |                        | Louise Robic           | Libéral         |
| 34e                           | 1989–1994 |                        | Louise Robic           | Libéral         |
| 35e                           | 1994–1997 | Yvon Charbonneau       |                        | Libéral         |
| 35e                           | 1997–1998 | Michèle Lamquin-Éthier |                        | Libéral         |
| 36e                           | 1998–2003 | Michèle Lamquin-Éthier |                        | Libéral         |
| Dissoute dans Bourassa-Sauvé  |           |                        |                        |                 |

## Résultats électoraux

### Évolution pour les principaux partis
| |
| - Parti libéral - Union nationale (ancien) - Parti québécois - Crédit social (ancien) - Action démocratique (ancien) |